# Referendum in Slovenia del 2015
Il referendum del 2015 in Slovenia si è tenuto il 20 dicembre, per approvare la legge promulgata il 3 marzo dello stesso anno, volta ad equiparare le unioni omosessuali a quelle eterosessuali. Il 63% dei votanti si è espresso per l'abrogazione della legge.

## Il quesito
Il referendum proponeva all'elettore un unico quesito che recitava: È lei favorevole a che entri in vigore la legge su modifiche e integrazioni alla legge relativa a matrimonio e famiglia, che il Parlamento ha approvato il 3 marzo 2015?'

## Posizioni politiche
A favore dell'approvazione della legge del 3 marzo 2015 erano i partiti di centrosinistra, guidati dal Presidente del Governo Miro Cerar, mentre i contrari, nonché promotori della consultazione popolare, erano i partiti di centrodestra, tra cui spicca il Partito Democratico Sloveno.

## Risultato
| Opzione                | Votanti   | %     |
| ---------------------- | --------- | ----- |
| Sì                     | 226 879   | 36,53 |
| No                     | 394 254   | 63,47 |
| Schede nulle o bianche | 2 356     | 0,38  |
| Totale                 | 623 489   | 100   |
| Affluenza              | 1 715 518 | 36,38 |
| Fonte: Governo Sloveno |           |       |